# Fashion District (Los Angeles)
Fashion District – dzielnica w południowej części śródmiescia Los Angeles w Kalifornii w USA o powierzchni 2,18 km² i liczbie ludności 2109 mieszkańców.
Fashion District to centrum przemysłu odzieżowego na zachodnim wybrzeżu Stanów Zjednoczonych. Ma tu swoje sklepy wiele firm odzieżowych, na ulicach handluje się także podróbkami wyrobów markowych firm. W dzielnicy znajdują się następujące centra handlowe: California Market Center, San Pedro Wholesale Mart, LA Flower Marts, La Merchandise Mart, LA Fashion Center, LA Fashion Mart i Santee Alley. Ulokowane są tu także centra wzornictwa przemysłowego.

## Położenie
Fashion District ograniczone jest od południa: autostradą międzystanową nr 10 (Santa Monica Freeway), od zachodu Broadway Street, od północy 7th i 6th Street, wschodnia granica ma nieregularny przebieg. Od północy graniczy z Historic Core i Toy District, od zachodu z South Park, od południa z Southeast Los Angeles.